# 아이템베이
《아이템베이: www.itembay.com》(영어: itemBay)는 온라인 게임의 아이템 거래를 중개하는 웹사이트이다.
국내에서 2001년에 최초로 생겼으며 오픈마켓 형식으로 운영된다.
MMORPG를 중심으로 거의 모든 온라인게임의 아이템 거래를 중개하며 결제대금 예치제도인 에스크로 방식을 적용하고 있다.

## 사업 영역
아이템거래가 회사의 주요사업이자, 이를 통한 수수료를 핵심 수익원으로 하고 있다. 또한 온라인게임 채널링 서비스를 하는 온게이트를 운영 중이다.
주요 채널링게임은 로한, DK온라인, 카발온라인 등.
최근엔 모바일게임이 많아져서인지, 스마트폰을 통한 거래를 지원하고 있다. 단 모바일 거래를 이용하기 위해서는 전용 애플리케이션을 먼저 다운받아야 한다.

## 이용 방법
아이템베이 아이템거래의 기본 흐름은 이렇게 요약 가능하다. 물품을 팔고자 하는 판매자들은 물품페이지에 물품명과 가격 등을 올려놓고 구매자가 마음에 드는 물건에 구매신청을 하면 거래가 시작된다. 이때 구매자가 결제한 금액은 거래가 성사되거나 취소될 때까지 아이템베이에 묶여있고, 구매자가 물품을 받고 인수버튼을 클릭하였을 경우 구매자의 결제금액이 판매자에게 넘어가면서 거래가 완료된다.

### 이용 팁
아이템베이 거래 중 해킹과 같은 손해 발생 시 거래금액의 200% 까지 보상해주는 제도가 있는데, 고가 아이템 거래의 경우 사기당하면 매우 난감하니 판매자의 등급, 인증상태, 보상여부를 확인하여 신뢰할만하다고 생각되는 물품을 선택하는 것이 좋다.
더치트와의 제휴를 통해 거래상대방 휴대전화 번호를 이용해 사기신고 이력을 즉시 검색하는 기능이 추가되었다.

## 같이 보기
- 아이템베이 8차 소닉 스타리그
- 디마켓